# 矮刺苏
矮刺苏（学名：Chamaesphacos ilicifolius）为唇形科矮刺苏属下的一个种。

## 扩展阅读
- 維基物種上的相關：矮刺苏